# 강원도 인제 훈련병 사망 사건
강원도 인제 훈련병 사망 사건 혹은 박태인 고문치사 사건, 강원도 인제 훈련병 고문치사 사건은 2024년 5월 23일, 대한민국 강원특별자치도 인제군 북면 월학리 501-2번지(사현동길 56)에 위치한 대한민국 육군 12사단 신병교육대에서 훈련병이 군기훈련을 받다가 사망한 사건이다. 박태인 훈련병 고문치사 사건, 육군 12사단 훈련병 고문치사 사건 등으로도 부른다.
박태인 훈련병의 사인은 패혈성 쇼크로 밝혀졌고, 사인을 정확히 조사하기 어려워 추가로 혈액 조직 검사 등을 진행할 예정이라고 밝혔다. 영상 25도 이상의 온도에 박태인 외 훈련병 6명을 상대로 40분 혹은 2시간 완전군장을 지게 하고 군기훈련을 강행하다가 실신했으나 방치, 이송 도중 사망하였다. 박 훈련병의 사인은 ‘패혈성 쇼크에 따른 다발성장기부전’으로 기록됐다.

## 사고 직후의 대처
- 5월 23일 강원도 인제군 12사단 신병교육대에서 고(故) 박아무개 훈련병 등 6명에게 완전군장 상태의 보행, 뜀걸음, 선착순 한바퀴, 팔굽혀펴기 등 관련 규정을 위반한 군기훈련을 실시했다.[6]
- 완전군장 하에 50분 동안 달리기·팔굽혀펴기·구보 등 가혹한 얼차려를 강제했다는 의혹이 있다.[7]
- 해당 훈련병이 쓰러진 뒤 최초로 방문한 신병교육대의 의무기록이 존재하지 않는다는 의혹도 제기됐다.[7]
- 박모 훈련병이 쓰러지자 이를 본 의무병이 달려와 해당 훈련병의 맥박을 체크했는데, 군기훈련을 명령한 중대장은 “일어나, 너 때문에 애들(군기훈련 받던 다른 훈련병들)이 못 가고 있잖아”라는 취지의 언급을 했다.[7][5]
- 중대장의 사건 축소 진술로, 해당 훈련병이 최초로 후송됐던 속초의료원의 의무기록과 이후 후송됐던 강릉아산병원 입원 기록에 중대장의 가혹 행위에 관한 내용이 담기지 않았다.[7]

## 수사
- 5월 29일, 강원경찰청 수사전담팀은 해당 부대를 방문, 부대를 방문, 현장을 확인하는 등 본격 수사에 들어갔다.[8]
- 6월 10일에는 수사 중인 경찰이 해당 중대장과 부중대장을 정식 입건하고 소환 조사 절차에 나섰다.[9]
- 6월 16일 검찰은 이들에게 업무상과실치사죄(금고 5년 이하)가 아닌 학대치사죄(징역 3년 이상 30년 이하)를 적용해 기소했다. 박 훈련병이 사망에 이른 경위·경과 등을 집중 수사한 결과, ‘기상 조건, 훈련방식, 진행 경과, 피해자의 신체 조건 등을 종합하면 학대 행위로 볼 수 있는 위법한 군기훈련으로 피해자가 사망했다’고 판단했다.[6]

## 경과
- 훈련병의 빈소는 전라남도 나주시에 차려졌으며 발인은 2024년 5월 30일에 진행되었다. 장지는 국립대전현충원으로 결정되었다.[10][11]

- 강원특별자치도경찰청 형사기동대는 군 수사당국으로부터 사건을 넘겨받았고 해당 중대장과 간부 2명은 경찰 조사를 받게 되었다.[12][13]

- 5월 28일, 대한민국 육군은 지시 규정을 위반한 중대장과 부중대장을 직무를 배제시켰다.[14]

- 2025년 6월 18일 2심에서 중대장 강모는 징역 5년 6개월을, 부중대장 남모는 징역 3년을 선고받았다.[15]

## 결과 (진행 중)
- 관련된 규정과 절차를 어긴 정황이 있는 것으로 확인되었다.[16][17][18]

- 군사경찰이 초기 사건이 마무리되면 사건을 민관경찰에 이첩하기로 결정했다.[19]

## 관련 항목
- 군인권센터
- 윤승주 일병 구타치사 사건